# Leersia virginica
Leersia virginica är en gräsart som beskrevs av Carl Ludwig von Willdenow. Leersia virginica ingår i släktet vildrissläktet, och familjen gräs. Inga underarter finns listade i Catalogue of Life.